# 蘇黎世歌劇院
47°21′54″N 8°32′49″E / 47.36500°N 8.54694°E
蘇黎世歌劇院（德語：Opernhaus Zürich）是位於瑞士城市蘇黎世的一座歌劇院。自1891年開始，蘇黎世歌劇院就是蘇黎世歌劇團的演出場地。

## 外部連結
- 官方网站